# 卡蘭拉斯山
在托爾金（J. R. R. Tolkien）奇幻小說的中土大陸裡，卡蘭拉斯山（Caradhras），又稱紅角（Redhorn），是迷霧山脈（Misty Mountains）其中一個最巨大的山峰。托爾金曾表示它的高度為17,500英尺。
卡蘭拉斯山的紅角隘口（Redhorn Pass）連接西面諾多精靈的舊地伊瑞詹（Eregion）及東面的安都因河（Anduin）河谷。凱薩督姆（Khazad-dûm）被廢棄後，紅角隘口被精靈用作來往羅斯洛立安（Lórien）及伊利雅德（Eriador）兩地。
卡蘭拉斯山（矮人語稱為巴拉辛巴爾 Barazinbar）是摩瑞亞山脈（Mountains of Moria）的其中一個山峰。其下則是矮人領地凱薩督姆的所在。卡蘭拉斯山蘊含秘銀（mithril），採礦者喚醒了這裡的炎魔（Balrog）。
卡蘭拉斯山被矮人形容為殘酷，長久以來負有不良聲譽。紅角隘口亦以危險見稱。愛隆（Elrond）之妻凱勒布理安（Celebrían）在紅角隘口遭半獸人攻擊。這通道也被哈比人用以由格拉頓平原（Gladden Fields）遷至伊利雅德。
魔戒遠征隊曾嘗試穿越紅角隘口，但被暴風雪所組，以失敗告終，最後不得不從地底的摩瑞亞礦坑越過迷霧山脈。金靂認為是卡蘭拉斯山的力量阻擾他們通過該處。

## 改編
在彼得·傑克森的電影《魔戒首部曲：魔戒現身》，魔戒遠征隊越過卡蘭拉斯山時，是薩魯曼在遠方招喚暴風雪阻擾他們，並非卡蘭拉斯山本身的力量。